# 周旋 (女高音歌唱家)
周旋，又名周咏琁，女，浙江杭州人，中国内地女高音歌唱家，中国共产党党员（2001年入党）。

## 生平
中国音乐学院硕士研究生毕业，在读期间的导师是金铁霖。近年来，周旋参与了多个国内外演出及各界慈善活动，举办了五次独唱音乐会，出版了多张专辑。

## 独唱音乐会
2005年在香港文化中心举办了独唱音乐会《“旋”丽多彩——周旋独唱音乐会》。
2008年在香港荃湾大会堂举办《“旋”丽多彩——周旋影视金曲演唱会》。
2012年在北京保利剧院举办《我的心在飞》独唱音乐会。
2013年在北京音乐厅举办《我最敬爱的老师》独唱音乐会。
2015年在香港文化中心举办了第三次在香港的独唱音乐会《2015·周旋经典歌曲演唱会》。

## 主要曲目
《我的心在飞》、《启航》、《人间西湖》、《蝶双飞》、《荷花》、《杭州之恋》、《想妈妈》、《一生的爱只为你》、《西厢听琴》、《烟雨小镇》、《江南谣》等

## 主要荣誉
曾获得国家广播电影电视总局“金号奖”全国听众最喜爱的歌手新人奖、最具人气奖和十佳歌手奖，及中国金唱片奖“最佳新人奖”。
参与CCTV青年歌手电视大奖赛， 2010年获全国优秀奖，2013年再获浙江赛区金奖。
2011年获第二届新加坡国际华人艺术节金奖，并于2013年受颁首届“浙江音乐奖”艺术成就奖。

## 近年重要演出
2013年12月在“光荣绽放”十大中国优秀交响乐作品音乐会上与廖昌永合唱《扎红头绳》、《北风吹》。
2014年1月参与了“光荣绽放——2014新十大女高音歌唱家演唱会”。
2015年6月赴洛杉矶迪士尼音乐厅参加纪念抗战暨世界反法西斯战争胜利70周年“黄河大合唱”大型音乐会。
2015年8月在香港举行的“庆祝新加坡建国50周年庆典晚会”中演唱。
2015年9月参与在香港大会堂举行的庆祝国庆66周年暨抗战胜利70周年纪念音乐会，表演《我的祖国》。

## 慈善演出
2014年12月，出席了香港演艺学院慈善晚会并参与演出。
2015年5月，周旋为打工子弟小学创作歌曲《没有天空的星星》，为孩子购置教学设备和文具，呼吁社会各界关爱孩子。
2015年7月，参加香港保良局芭莎公益慈善基金举办的“上海之夜”慈善晚会。
2015年10月，参加香港特首夫人发起的“齐惜福”慈善筹款晚宴。
2015年11月，为2015年度国际救助儿童会周年筹款晚宴献唱。
2016年1月，应香港管弦乐团邀请参与“中国梦慈善晚宴”，演唱《启航》及《今夜无人入睡》。

## 家庭
丈夫程里全，博奇環保董事長。育有一子一女。她和丈夫亦是馬主，在香港賽馬會擁有名下馬匹「旋里多彩」（黎昭昇在港從練首匹頭馬，原屬徐雨石訓練）、「卓越蒨鋒」。